# Burg Kräheneck
Die Burg Kräheneck ist eine abgegangene frühmittelalterliche Höhenburg auf dem 375 m ü. NN hohen Kirchberg zwischen Ammertal und Kochharttal im Ortsteil Reusten der Gemeinde Ammerbuch im Landkreis Tübingen in Baden-Württemberg.

## Geschichte
Die Burg, die in fünfeckiger Form gebaut war, wurde von den Grafen von Nagold und später Tübingen als Gerichtsstandort durch Ausbau einer alemannischen Fluchtburg aufgebaut.
Die Burg wurde vermutlich in den Jahren 1000 bis 1200 n. Chr. als Stammsitz der Herren von Kräheneck genutzt. Erstmals um 1037 wurde Hugo, Graf von Kräheneck erwähnt. Weiter war die Burg im Besitz der Grafen von Hildrizhausen-Kräheneck. Von der ehemaligen Burganlage sind nur noch geringe Wall- und Grabenreste erhalten.

## Beschreibung
Eine umfangreiche mittelalterliche Burganlage konnte bei Ausgrabungen der Universität Tübingen in den Jahren 1921 bis 1929 nachgewiesen werden. Es handelte sich um eine typische Sporn- oder Zungenburg, die auf drei Seiten natürlich geschützt war und auf der vierten Seite einen äußeren und inneren Graben aufwies, über den der einzige Zugangsweg zur Burg führte.
Ungefähr 6,5 m nordwestlich der Kirchhofmauer quert ein etwa 20 m langer, in der Mitte noch 0,5 m hoher Wall den Rücken. Vor ihm ist kein Graben, aber zwischen Wall und Kirchhoftor liegt eine flache Mulde. Demnach handelt es sich wahrscheinlich um den Außenwall eines jetzt aufgefüllten Abschnittsgrabens. Der eigentliche Stirnwall der Anlage dürfte sich bereits innerhalb des Friedhofs befunden haben. Auf halber Höhe der steilen Südwestseite des Berges zog früher ein weiterer Wall entlang, der in der neueren Zeit durch den dort betriebenen Steinbruch zerstört wurde. Man erkennt noch verschiedene Wälle, über die der Weg westlich am Friedhof vorbeiführt.

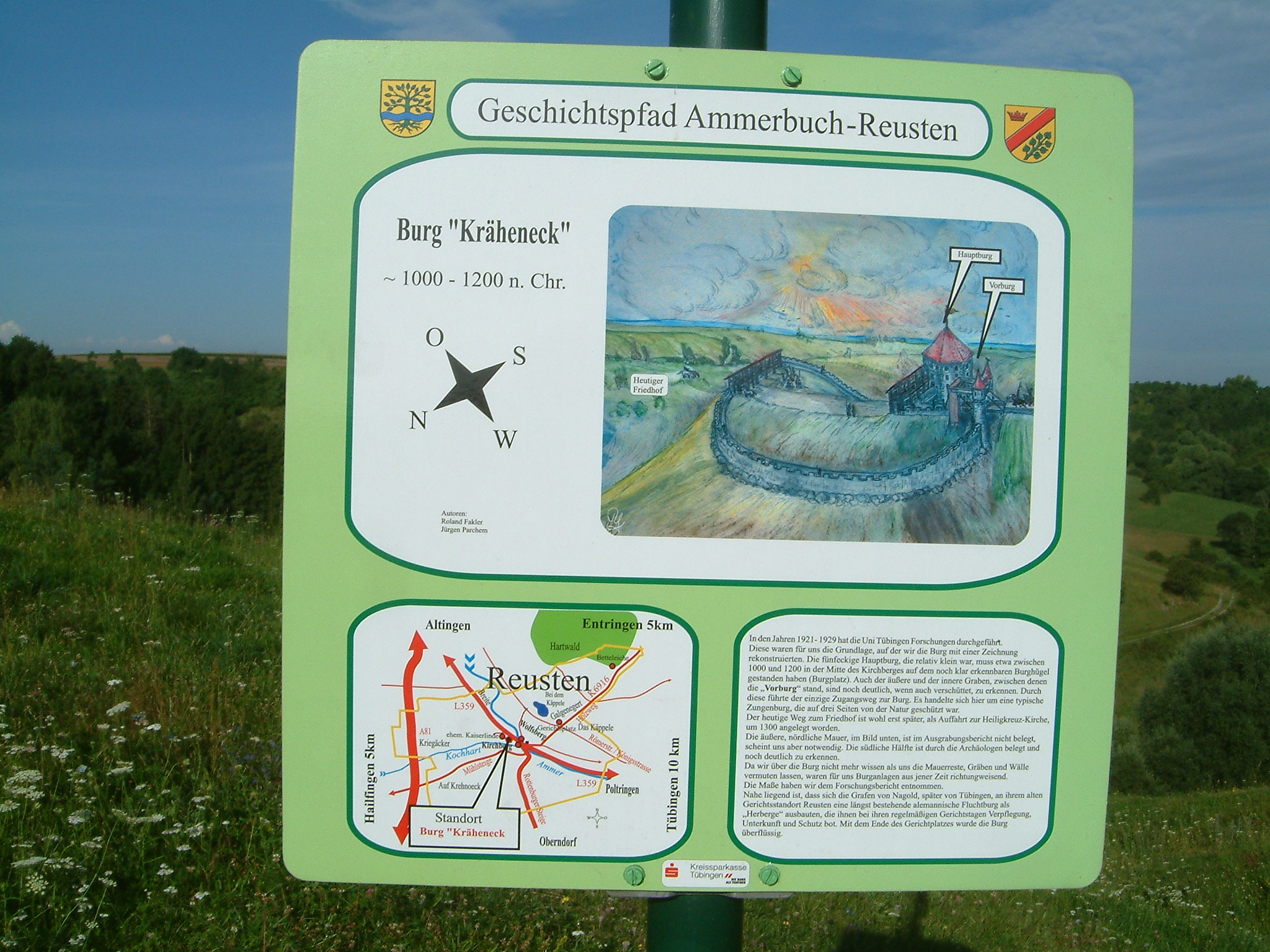
Tafel mit der Beschreibung der Burg
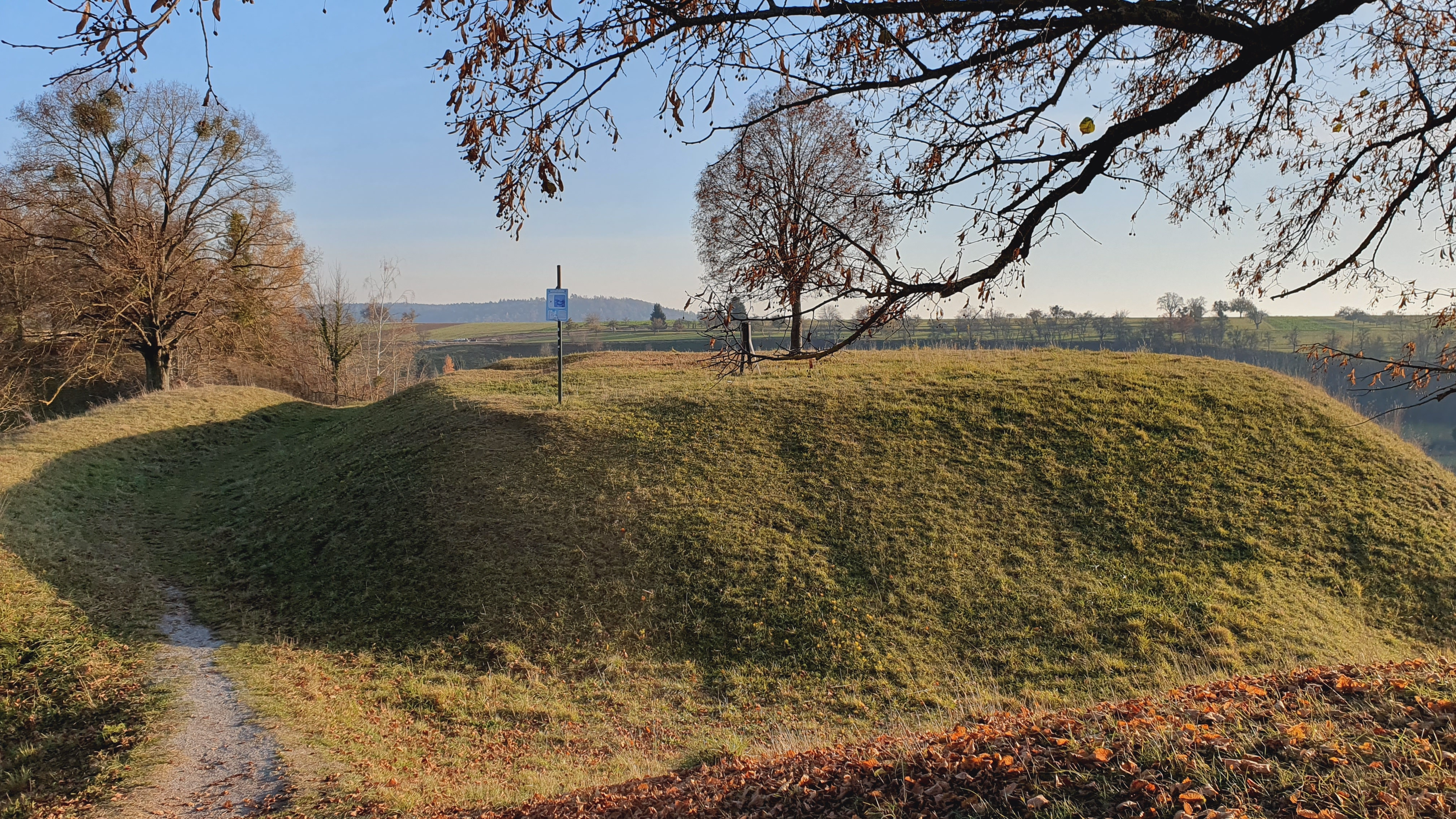
Blick auf den Burgstall
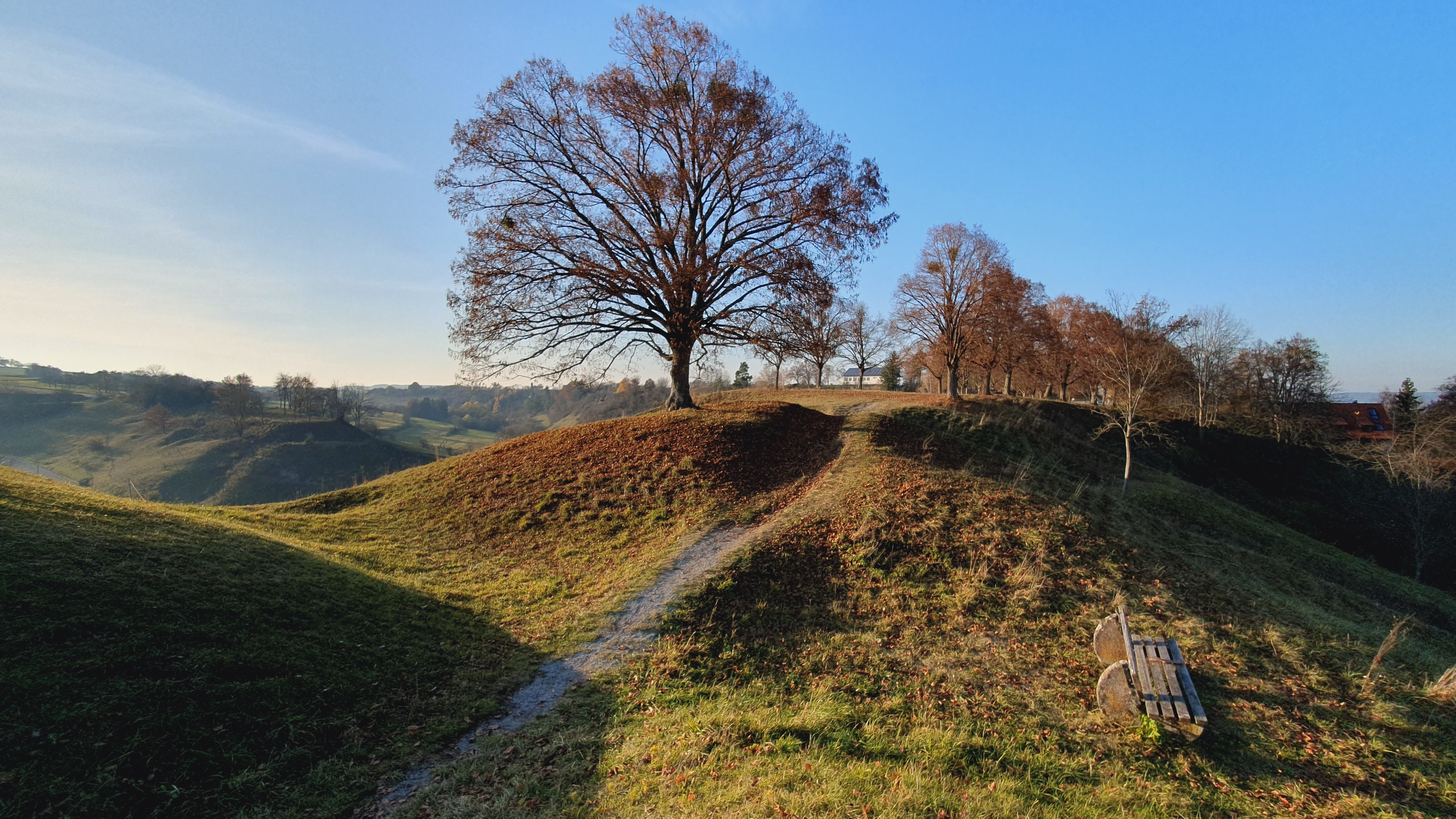
Reste des den Sporn sichernden Halsgrabens
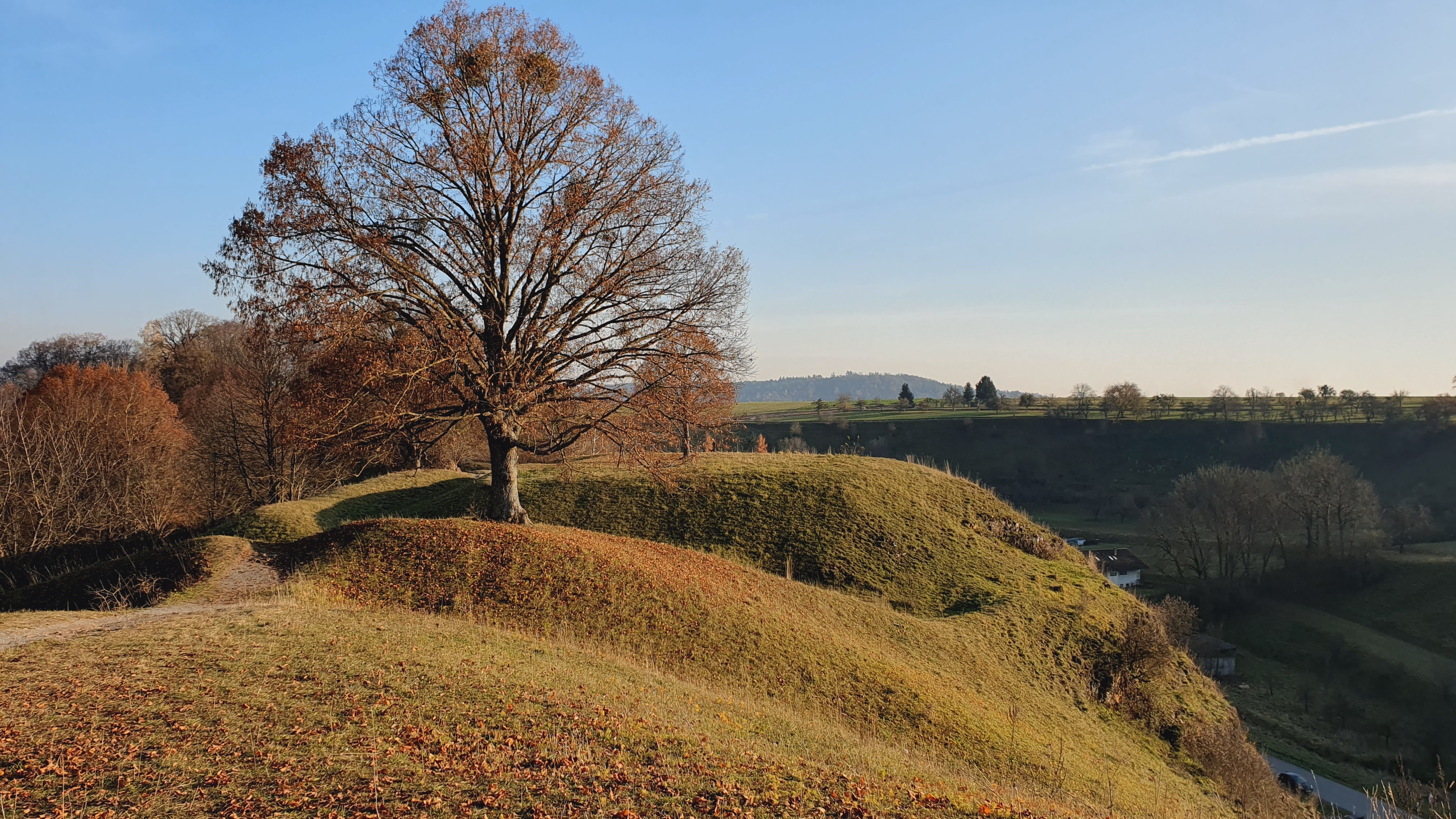
Blick auf doppelten Halsgraben und Burgstelle über dem Tal